# Sandro Notaroberto
Sandro Notaroberto Peci (Caracas, 10 marzo 1998) è un calciatore venezuelano, difensore svincolato.

## Caratteristiche tecniche
È un terzino sinistro.

## Carriera

### Club
Cresciuto nel settore giovanile del Dep. La Guaira, ha esordito in prima squadra il 15 agosto 2015 disputando l'incontro del campionato venezuelano vinto 2-0 contro il Deportivo Táchira. Nel 2016 è stato ceduto in prestito allo Zulia, dove ha debuttato anche in Coppa Libertadores.
Il 29 luglio 2019 è passato a titolo definitivo all'Estud. de Caracas, dove è rimasto per una sola stagione prima di trasferirsi al Caracas.

### Nazionale
Nel 2017 è stato convocato dalla nazionale under-20 venezuelana per disputare il campionato sudamericano di categoria, senza però scendere in campo.

## Statistiche
Statistiche aggiornate al 24 settembre 2020.

### Presenze e reti nei club
| Stagione              | Squadra               | Campionato            | Campionato | Campionato | Coppe nazionali | Coppe nazionali | Coppe nazionali | Coppe continentali | Coppe continentali | Coppe continentali | Altre coppe | Altre coppe | Altre coppe | Totale | Totale | Totale |
| Stagione              | Squadra               | Comp                  | Pres       | Reti       | Comp            | Pres            | Reti            | Comp               | Pres               | Reti               | Comp        | Pres        | Reti        | Pres   | Reti   |        |
| --------------------- | --------------------- | --------------------- | ---------- | ---------- | --------------- | --------------- | --------------- | ------------------ | ------------------ | ------------------ | ----------- | ----------- | ----------- | ------ | ------ | ------ |
| 2015                  | Dep. La Guaira        | PD                    | 5          | 0          | CV              | 1               | 0               |                    | -                  | -                  |             | -           | -           | 6      | 0      |        |
| 2016                  | Zulia                 | PD                    | 27         | 0          | CV              | 2               | 0               |                    | -                  | -                  |             | -           | -           | 29     | 0      |        |
| 2017                  | Zulia                 | PD                    | 1          | 0          | CV              | 0               | 0               | CL                 | 1                  | 0                  |             | -           | -           | 2      | 0      |        |
| Totale Zulia          | Totale Zulia          | Totale Zulia          | 28         | 0          |                 | 2               | 0               |                    | 1                  | 0                  |             | -           | -           | 31     | 0      |        |
| 2018                  | Dep. La Guaira        | PD                    | 9          | 0          | CV              | 0               | 0               |                    | -                  | -                  |             | -           | -           | 9      | 0      |        |
| 2019                  | Dep. La Guaira        | PD                    | 2          | 0          | CV              | 0               | 0               | CL                 | 1                  | 0                  |             | -           | -           | 3      | 0      |        |
| Totale Dep. La Guaira | Totale Dep. La Guaira | Totale Dep. La Guaira | 16         | 0          |                 | 1               | 0               |                    | 1                  | 0                  |             | -           | -           | 18     | 0      |        |
| 2019                  | Estud. de Caracas     | PD                    | 11         | 0          | CV              | 1               | 0               |                    | -                  | -                  |             | -           | -           | 12     | 0      |        |
| 2020                  | Caracas               | PD                    | 3          | 0          | CV              | 0               | 0               | CL                 | 3                  | 0                  |             | -           | -           | 6      | 0      |        |
| Totale carriera       | Totale carriera       | Totale carriera       | 58         | 0          |                 | 4               | 0               |                    | 5                  | 0                  |             | -           | -           | 67     | 0      |        |

## Palmarès
- Coppa del Venezuela: 2

Dep. La Guaira: 2015
Zulia: 2016